# Sara Goffi
Sara Goffi (ur. 25 lipca 1981 w Gavardo) - reprezentantka Włoch w pływaniu.